# Hasaka
Hasaka (en árabe: الحسكة‎ al-Ḥasaka; en kurdo: Hesîçe; en siríaco: ܚܣܟܗ) es una ciudad del extremo noreste de Siria situada a orillas del río Jabur. Es la capital y la localidad más poblada de la provincia homónima. Tenía 188 160 habitantes en el censo de 2004, lo que la convertía en una de las diez ciudades más pobladas de Siria. Su población está formada por asirios 25%, armenios 25%, árabes 25% y kurdos 25%.

## Historia
Un tell en el centro de la ciudad actual fue identificado por el asiriólogo Dominique Charpin como la ubicación de la antigua ciudad de Kirdahat (siglo XVIII a. C.) Otros expertos consideran que puede corresponder a la ciudad de Magarisu, capital del estado arameo de Bit-Yahiri invadido por los asirios reyes Tukultininurta II y Assurnasirpal II.
Diversos materiales descubiertos en las prospecciones arqueológicas datan del imperio Asirio medio, el imperio bizantino y la era islámica. El último nivel de ocupación terminó en el siglo XV. Un período de 1500 años separael nivel medio-asirio y el nivel bizantino.
En la época otomana la ciudad era insignificante. El poblado que originó la ciudad de hoy se estableció en abril de 1922 como un puesto militar francés. Después de la expulsión y el genocidio armenio por el Imperio Otomano, muchos refugiados huyeron a este poblado y comenzaron a desarrollarlo en la década de 1920.
Durante el período del mandato francés, asirios que huía de limpiezas étnicas en Irak, después de la masacre de Simele, establecieron numerosos pueblos a lo largo del río Khabur durante la década de 1930. Las tropas francesas estaban estacionadas en la colina de la ciudadela durante ese tiempo. En 1942 había 7835 habitantes en Al-Hasakah, varias escuelas, dos iglesias y una gasolinera. La nueva ciudad creció a partir de la década de 1950 como centro administrativo de la región. El auge económico de las ciudades de Qamishli y al-Hasakah fue el resultado de los proyectos de riego iniciadas en la década de 1960, que transformaron noreste de Siria en la principal zona productora de algodón. En la década de 1970 se desarrolló la producción de petróleo de los campos yacimientos de Qara Shuk y Rumaylan en el extremo noreste.
En el contexto de guerra civil que se vive en Siria, la mayor parte de la ciudad ha estado controlada por fuerzas kurdas, teniendo también presencia tropas del gobierno de Bashar al-Asad y del grupo terrorista Estado Islámico. Fuerzas de este último han lanzado varias ofensivas con el objetivo de conseguir el control de la ciudad. Enfrentamiento entre los kurdos y las tropas del gobierno se iniciaron el 16 de agosto de 2016 y continuaron hasta establecerse un alto al fuego el 23 de agosto.